# Lagny-le-Sec
Lagny-le-Sec település Franciaországban, Oise megyében. Lakosainak száma 2046 fő (2022. január 1.). Lagny-le-Sec Rouvres, Saint-Pathus, Ève, Le Plessis-Belleville és Marchémoret községekkel határos.

## Népesség
A település népességének változása:
| Lakosok száma | 644  | 1167 | 1619 | 1806 | 2064 | 2075 | 2062 | 2050 | 2055 | 2046 |
|               | 1962 | 1975 | 1982 | 1999 | 2013 | 2015 | 2017 | 2019 | 2020 | 2022 |